# شاتله
شهر شاتُلِه (به فرانسوی: Châtelet) در شهرستان شارلروآ  در استان انو  در قسمت والونی کشور بلژیک واقع شده‌است.